# Ніколас Спаркс
Ні́колас Ча́рльз Спаркс (англ. Nicholas Charles Sparks; нар.1965) — християнський американський письменник, автор міжнародно визнаних бестселерів. Народився 31 грудня 1965 року у місті Омаха, штат Небраска, США. Закінчив університет Нотр Дам у 1988 році. Є автором 18 опублікованих новел, вісім з яких (Пам'ятна прогулянка, Послання у пляшці, Записник, Тиха гавань, Дорогий Джон, Щасливчик, Остання пісня, Найкраще в мені) були адаптовані та екранізовані у кінематографі. Письменник проживає у місті Нью-Берн, штат Північна Кароліна, із дружиною Кетрін і п'ятьма дітьми — трьома синами та дочками-двійнятками.

## Коротка біографія
Спаркс Чарльз Ніколас народився 31 грудня 1965 року у місті Омаха, штат Небраска, США. Син Патріка Михал Спаркса, професора, та Емми Мері Спаркс, домогосподарки та помічника окуліста. Має брата Майкла Ерла Спаркса (1964-) та померлу сестру Деніель Спаркс (1967-2000).
Тому як батько навчався, усе дитинство до 8 років сім'я Спарксів жила у Лос-Анжелесі, штат Міннесота, та у Гранд-Айленді, штат Небраска. У 1974 їх сім'я зрештою осіла у Феір Оукс, штат Каліфорнія, та залишалися там, допоки Ніколас не закінчив вищу школу. У 1984 він з відзнакою закінчив вищу школу Віста (англ. Vista High School), після чого поступив до коледжу, пройшовши увесь шлях і отримавши усі бенефіти від навчання в університеті Норт Дам (англ. University of Notre Dame).
Ніколас зустрів свою дружину Кетрін (з Нью-Хампширу) на весінніх канікулах 1988 року. Вони одружилися в липні 1989 та осіли в Сакраменто. Будучи відриненим як видавництвами, так і юридичною школою, упродовж наступних трьох років Ніколас спробував себе у різноманітних професіях, таких як ріелтор, офіціант, продавець стоматологічної продукції по телефону, а також спробував розпочати свій власний мануфактурний бізнес. У 1992 Ніколас почав продавати фармацевтичні засоби та у 1993 році переїхав до Нью-Берну, штат Північна Кароліна, де він написав свою першу опубліковану новелу Записник (англ. The Notebook).
Ніколас та його дружина на цей час перебувають у Нью-Берні з своїми трьома синами Майлзом, Раяном та Лендоном, а також дочками-двійнятками Лексі та Саванною. Нещодавно Ніколас зайнявся благодійністю.
Має чорний пояс із тхеквондо.

## Письменництво
Ніколас написав свою новелу Плин (англ. The Passing) доки перебував удома на літніх канікулах під час навчання в університеті Нотр Дам. Вона ніколи не була опублікована. У 1989 він написав свою другу, також неопубліковану, новелу Королівські вбивці (англ. The Royal Murders). У 1994 за шестимісячний період, Ніколас написав свою першу новелу, що знайшла свій шлях до публікації, -  Записник (англ. The Notebook).
Літературний агент, Тереза Парк, знайшла його роботу у застійнику агентства, котра дуже сподобалась їй, та запропонувала представляти його інтереси. У жовтні 1995 Терезі вдалося отримати для  Записника від Time Warner Book Group підтримку у розмірі $1 мільйон. Новела була опублікована у жовтні 1996, та стала для New Yorks Times найкращим продажем у перший же тиждень.
Після свого першого успіху Ніколас написав низку міжнародних бестселлерів, котрі всі були перекладені близько 35 мовами. Чотири з його новел знайшли своє відображення у повнометражних фільмах: Послання у пляшці (1999), Пам'ятна прогулянка (2002), Щоденник пам'яті (2004) та Найкраще в мені. На стан березня 2006 року ці картини отримали такі збори:
- Послання у пляшці - $118 мільйонів
- Пам'ятна прогулянка - $47 мільйонів
- Щоденник пам'яті - $115 мільйонів

Ці успіхи зробили твори Ніколаса одними з найприбутковіших франчайзів у Голлівуді.

## Перелік опублікованих робіт
- Записник (англ. The Notebook) (Жовтень 1996) ISBN 0-446-52080-2
- Послання у пляшці (англ. Message in a Bottle) (Квітень 1998) ISBN 0-446-52356-9
- Пам'ятна прогулянка (англ. A Walk to Remember) (Жовтень 1999) ISBN 0-446-52553-7
- Урятування (англ. The Rescue) (Вересень 2000) ISBN 0-446-52550-
- Дорожній поворот (англ. A Bend in the Road) (Вересень 2001) ISBN 0-446-52778-5
- Ночі у Роданті (англ. Nights in Rodanthe) (Вересень 2002) ISBN 0-446-53133-2
- Захисник (англ. The Guardian) (Квітень 2003) ISBN 0-446-52779-3
- Весілля (англ. The Wedding) (Вересень 2003) ISBN 0-446-53245-2
- Три тижні з моїм братом (англ. Three Weeks with my Brother) (Квітень 2004) ISBN 0-446-53244-4
- Справжньо віруючий (англ. True Believer) (Квітень 2005) ISBN 0-446-53243-6
- На перший погляд (англ. At First Sight) (Жовтень 2005) ISBN 0-446-53242-8
- Любий Джон (англ. Dear John) (Жовтень 2006) ISBN 0-446-52805-6
- Вибір (вересень 2007) ISBN 0-446-57992-0
- Щасливчик (жовтень 2008) ISBN 0-446-57993-9
- Остання пісня (вересень 2009) ISBN 0-446-54756-5
- Тиха гавань (вересень 2010) ISBN 0-446-54759-X
- Найкраще в мені (жовтень 2011)
- Довга дорога (вересень 2013)